# Heveskesklooster
Heveskesklooster is een wierde in de gemeente Eemsdelta in de Nederlandse provincie Groningen. De wierde ligt in de Oosterhoek, iets ten zuiden van het verdwenen dorp Heveskes aan de Kloosterlaan richting Wagenborgen op het industriegebied Oosterhorn bij Delfzijl.
De benaming Heveskesklooster kwam pas in de 19e eeuw in zwang. De naam verwijst naar het klooster Oosterwierum dat hier tot in de 16e eeuw heeft gestaan.

## Geschiedenis
De bewoning van de wierde kan (afgezien van de periode van het hunebed) in vier periodes worden ingedeeld:
1. oudste wierdebewoning, tweede helft 1e eeuw v.Chr. - eind 4e / begin 5e eeuw na Chr.
2. vroegmiddeleeuwse wierdebewoning, ca. 800 - 1300.
3. laat-middeleeuwse wierdebewoning, ca. 1300 - 1610.
4. jongste wierdebewoning, 1610-1975.

In de vroegste perioden werd de wierde waarschijnlijk bezet door slechts één boerderijbehuizing van het type woonstalhuis.

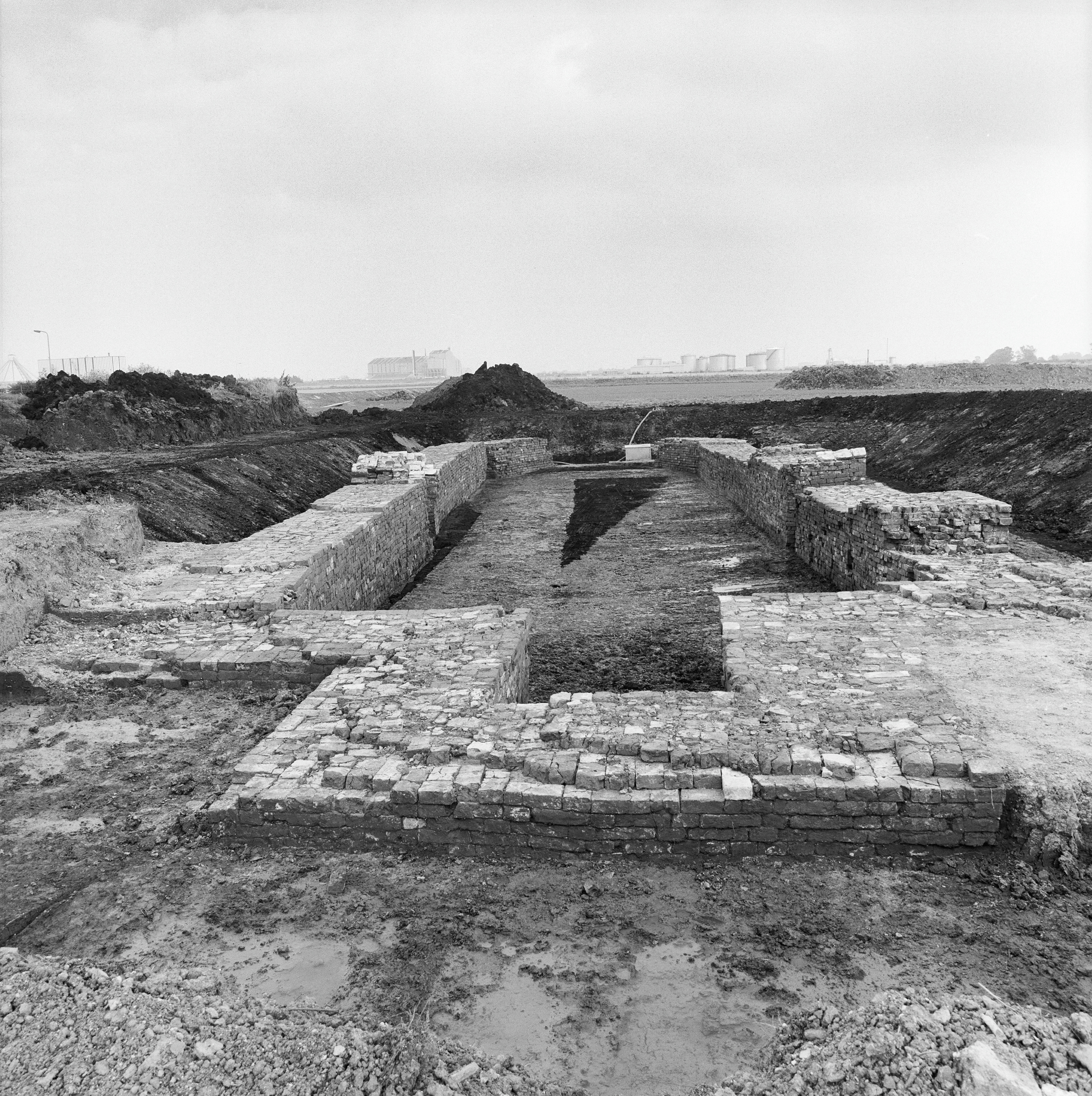
Fundamenten van de in 1586 uitgebrande kloosterkerk van Oosterwierum, vierhonderd jaar later blootgelegd

### Hunebed
In het kader van de Monumentenwet werd op de wierde in de jaren 1982-1986 archeologisch onderzoek verricht door het Biologisch-Archeologisch Instituut (BAI) van de Rijksuniversiteit Groningen. Daarbij werden niet alleen de fundamenten van de kloosterkerk en de bijbehorende kerktoren teruggevonden, maar geheel onverwacht ook het noordelijkste hunebed in Nederland, G5 en een steenkist uit het neolithicum. Het stenen grafmonument was omstreeks 3400 v.Chr. gebouwd op het dekzand en omstreeks 2200 v.Chr. gedeeltelijk gesloopt. Het was van het type 'vergrote dolmen' en bevond zich twee meter diep onder lagen veen en klei.
De zes zijstenen, de sluitsteen en de drie dekstenen werden naar het Muzeeaquarium Delfzijl overgebracht, gescheiden van de steenkist, die apart is te bezichtigen in het Hunebedcentrum in Borger. Dat dit archeologische monument gesloopt en gesplitst werd, is een grote uitzondering in de moderne tijd. Het bijzonder gesitueerde, unieke hunebed mocht niet blijven liggen op de vindplaats, omdat men uitging van de veronderstelling dat het oprukkende industriegebied Oosterhorn tot hier zou reiken. Uiteindelijk gebeurde dit niet, maar het hunebed was toen al verwijderd.

### Klooster
Het klooster Oosterwierum, een Johannieter commanderij, bestond uit twee omgrachte kerkelijke gebouwen. Het wordt voor het eerst vermeld in 1319 en werd waarschijnlijk rond het midden van de 13e eeuw op de bestaande wierde gesticht. Een valse akte noemt als stichtingsjaar 1237. De meeste vestigingen van de Johannieters in Nederland leken meer op welvoorziene landgoederen dan op werkelijke kloostergemeenschappen. Het klooster kreeg de naam Oosterwierum ter onderscheiding van Wittewierum.
In het klooster woonden niet alleen priesters en nonnen die hun leven wijdden aan zorg voor de levenden en gebed voor de doden, maar ook tientallen lekenzusters en broeders die het handwerk deden. Pelgrims, bedelaars en ander reizend volk vonden hier voedsel en onderdak; net als elders werden er vermoedelijk ook zieken verpleegd. Het klooster stond vlakbij de handelsweg naar Oost-Friesland, die bij Oterdum over de Eems ging. Op het kloosterterrein vond iedere herfst een vrijmarkt plaats, die aansloot bij de jaarmarkten in Groningen en Appingedam. Dit was de belangrijkste markt van de Oosterhoek, waar vermoedelijk veel geld omging. Op het kloosterterrein zijn dan ook de nodige munten gevonden.
De eerste kerk, waarvan alleen de contouren konden worden blootgelegd, had kennelijk te kampen gehad met verzakkingen; de bouwers hadden geen rekening gehouden met de onderliggende veengrond. Deze werd in de loop van de veertiende eeuw vervangen door een andere kerk, die beter gefundeerd was dan haar voorganger. Het kloosterterrein werd uitgebreid tot zes à zeven hectare, omsloten door een ringmuur en een brede gracht. Daarbuiten stond nog een korenmolen op een molenberg. Over de gebouwen is verder weinig bekend. Net als bij andere kloosters moeten we denken aan eet- en slaapzalen, een deftig abtshuis en allerlei bedrijfsgebouwen, waaronder een grote schuur en lange veestallen.
In 1480 werd de commanderij omgevormd van een lekenzusterconvent in een mannenklooster, met hulp van twee broeders uit Keulen. De zusters bleven echter wel deel uitmaken van de kloostergemeenschap.
De commanderij was een van de rijkste kloosters in de provincie. Het bezat zo’n 1.500 hectare land, dat grotendeels werd verpacht. Het had voorwerken te Oterdum (Nijenhuis) en Eelshuis bij Wagenborgen, verder sinds 1476 de voormalige commanderij te Oosterwijtwerd en de voormalige commanderij Goldhoorn te Finsterwolde. Daarnaast waren voorwerken of boerderijen te Oterdumerwarven (Woltersweer), Meedhuizen (Grashuis), Opmeeden en Hoeksmeer, waar eind 14e eeuw een boerderij van het premonstratenzerklooster te Schildwolde werd aangekocht. De monniken bekleedden de pastoorsplaatsen te Oosterreide, Oosterwijtwerd en mogelijk ook Oostwold bij Siddeburen. Tevens had het klooster een refugehuis in de Schoolstraat te Groningen (het Ommelanderhuis), waar sinds 1571 de Staten van de Ommelanden vergaderden. En nog een refugehuis te Appingedam. De commandeur had tevens de leiding van het Oterdumerzijlvest.
Het klooster werd in 1586 tijdens de Tachtigjarige Oorlog gedeeltelijk door brand verwoest. De restanten werden omstreeks 1610 gesloopt, de bedrijfsgebouwen verhuurd.